# Region Południowo-Zachodni (Burkina Faso)
Region Południowo-Zachodni (fr. Region Sud-Ouest) – jeden z 13 regionów w Burkinie Faso, znajdujący się w południowej części kraju.
W skład regionu wchodzą 4 prowincje:
- Bougouriba
- Ioba
- Noumbiel
- Poni